# Paskal Deboosere
Paskal Deboosere (Mechelen, 9 november 1962 – 25 juli 2016) was een Belgische televisie- en radiopresentatrice voor de BRTN.

## Biografie
Deboosere behaalde een  licentie Germaanse filologie van de voormalige Katholieke Universiteit Brussel en de Universiteit Antwerpen. In 1985 behaalde ze een bijkomend diploma in de audiovisuele communicatiewetenschappen aan de Katholieke Universiteit Leuven.
In 1989 begon ze te werken als bij de BRT als presentatrice bij de wereldomroep, en als reporter voor Memphis, Ziggurat en Wie schrijft die blijft ... In 1989 was ze de eerste co-presentatrice van Bart Peeters in het feelgood-televisieprogramma De Droomfabriek. Van 1993 tot 1996 was ze de presentatrice van het Radio 1-radioprogramma "Eenhoorn". Van 1992 tot 1998 was ze een van de presentatrices-journalisten in het televisiedebatprogramma De zevende dag. 
In 1998 verliet ze de BRTN en werd ze de communicatiemanager van het Festival van Vlaanderen. In 1999 werd ze woordvoerster van Agalev. Ze zou voor die partij ook van 2001 tot 2003 zetelen in de raad van bestuur van de VRT. In 2003 werd ze in die positie opgevolgd door Jef Tavernier. Van 2003 tot 2005 was ze de woordvoerster van Telenet. Later nam ze die functie op bij de distributiefederatie Fedis (vandaag: Comeos). In 2009 ging ze werken voor CD&V politica Veerle Heeren: eerst als perswoordvoerder tijdens diens mandaat als minister van Welzijn, Gezondheid en Gezin en dan als federaal parlementaire medewerker en adviseur van de burgemeester van Sint-Truiden.

### Privé
Paskal Deboosere was de zus van weerman Frank Deboosere en actrice Tine Deboosere. Ze was getrouwd. 
Deboosere overleed in 2016 op 53-jarige leeftijd aan de gevolgen van borstkanker.